# Casey Wright
Pour les articles homonymes, voir Wright.
Casey Wright, née le 19 décembre 1994 à Alexandra, est une fondeuse australienne.

## Biographie
Wright participe à ses premières compétitions lors de l'hiver 2012-2013, ce qui inclut les Championnats du monde junior à Liberec.
Finalement, elle fait ses débuts mondiaux aux Championnats du monde 2015 à Falun, obtenant comme seul résultat individuel une 46e sur le trente kilomètres classique. Elle est y aussi sélectionnée pour le sprint par équipes et le premier relais australien depuis 20 ans.
À l'été 2015, elle obtient ses premiers podiums sur la scène australienne, lors de la Coupe australe ainsi qu'avec une troisième place à la Kangaroo Hoppet. Pendant plusieurs années, elle arbore les courses organisées aux États-Unis, dont celles de l'US Super Tour, Wright étudiant et skiant à l'université de l'Alaska à Anchorage. Elle reçoit le titre d'All American lors des NCAA en 2019.
Lors des Jeux asiatiques d'hiver de 2017, elle se classe troisième du sprint,    hors-compétition et ne reçoit donc pas de médaille (l'Australie étant une nation invitée).
En 2018, elle prend part à ses premiers jeux olympiques à Pyeongchang, courant le sprint classique (63e) et le dix kilomètres libre (81e).
Elle doit attendre mars 2019 pour faire ses débuts en Coupe du monde à l'occasion des Finales à Québec.

## Palmarès

### Jeux olympiques d'hiver
| Épreuve / Édition   | Sprint                           | Sprint    | 10 km | 10 km                            | Skiathlon 2 × 7,5 km | 30 km | Relais | Relais   |
| Épreuve / Édition   | libre                            | classique | libre | classique                        | Skiathlon 2 × 7,5 km | 30 km | Sprint | 4 × 5 km |
| JO 2018 Pyeongchang | Épreuve inexistante à cette date | 63e       | 81e   | Épreuve inexistante à cette date | -                    | -     | -      | -        |

Légende :
- : pas d'épreuve
- — : Non disputée par Wright

### Championnats du monde
| Épreuve / Édition        | Sprint                           | Sprint    | 10 km | 10 km                            | Skiathlon 2 × 7,5 km | 30 km | Relais | Relais   |
| Épreuve / Édition        | libre                            | classique | libre | classique                        | Skiathlon 2 × 7,5 km | 30 km | Sprint | 4 × 5 km |
| Mondiaux 2015 Oberstdorf | Épreuve inexistante à cette date | -         | -     | Épreuve inexistante à cette date | DNS                  | 46e   | 18e    | 14e      |

Légende :
- : pas d'épreuve
- — : Non disputée par Wright
- DNS : inscrite, mais pas au départ